# F.C. Krarup
Frederik Christian Krarup (født 31. marts 1852 i Løgumkloster, død 27. december 1931 i Sorø) var præst i Sorø 1893-1922, dr.theol. og den egentlige systematiker i den akademiske liberalteologi. Det var Krarups anliggende at forene tysk nykantiansk teologi (Ritschl) med dansk teologisk tradition som repræsenteret af Grundtvig, Kierkegaard og Rasmus Nielsen.
"Fri forskning og positiv kristendom" var motto for en ny teologisk æra blandt akademikerne omkring århundredeskiftet til 1900-tallet.
Man ville i den liberalteologiske tradition gøre kristendommen til en positiv kraft med vægten på idealisme og etik.
Vejen skulle gå fra det ideale til Gud, fra moral til religion. Man lever ikke på begreber, men på værdier.
I 1920'erne blev denne teologi kritiseret af bevægelsen Tidehverv, som Krarup til gengæld anklagede for "forskruet Paradoks-jageri".

## Embeder
Krarup var 1881-83 på en længere rejse til udlandet, hvor han udarbejdede en afhandling: Om Forholdet mellem det guddommelige og menneskelige i Christi Person, som han 1885 forsvarede for den teologiske licentiatgrad; 1884 blev han sognepræst i Mariager, forflyttedes 1893 til Sorø og tog sin afsked 1922; fra 1902 var har censor ved teologisk embedseksamen, 1911 tildelte universitetet i Kristiania ham den teologiske doktorgrad. Han blev Ridder af Dannebrog 1912 og Dannebrogsmand 1922.

## Udgivelser
Allerede i sin disputats havde Krarup vist sig som en discipel af den tyske teolog Albrecht Ritschl.
Hans første arbejder var meget tunge i formen og havde derfor vanskeligt ved at nå ud til større kredse; det gælder ikke alene hans disputats, men også et par småskrifter om underne (Om Undergavens Stilling i den kristne Kirke 1888, Hvori er Underkraften begrundet? 1889) og Grundrids af den kristelige Etik (1894, tysk oversættelse ved Carl Kuchler, 1897), der var tænkt som et hjælpemiddel ved religionsundervisningen i
gymnasiets øverste klasser, men viste sig at være alt for vanskeligt til dette øjemed.
Hans senere arbejder blev skrevet i et klarere sprog og fik en vis udbredelse. Han har givet en fremstilling af den systematiske teologi i tre nøje sammenhørende arbejder, nemlig Religionsfilosofi (1905, 2. oplag 1921) med
undertitlen: En Bog om det religiøse Livs Væsen og Ret, der indeholder det erkendelsesteoretiske grundlag for kristelig tænkning, Livsforståelse (1915 2. oplag 1917), der viser disse principper anvendt på troslæren, og
Livsførelse (1918), der gennemfører dem i den kristelige morallære.

## Foredrag
I akademisk-teologiske kredse har han holdt talrige foredrag, hvoraf adskillige er udgivet, for eksempel
Hvad vi kan lære af Ritschl (1906), Skrift og Tro (1907), Jesus, Guds Søn (1908), Garantier og Værdier (1918).